# Astraat 19 (Groningen)

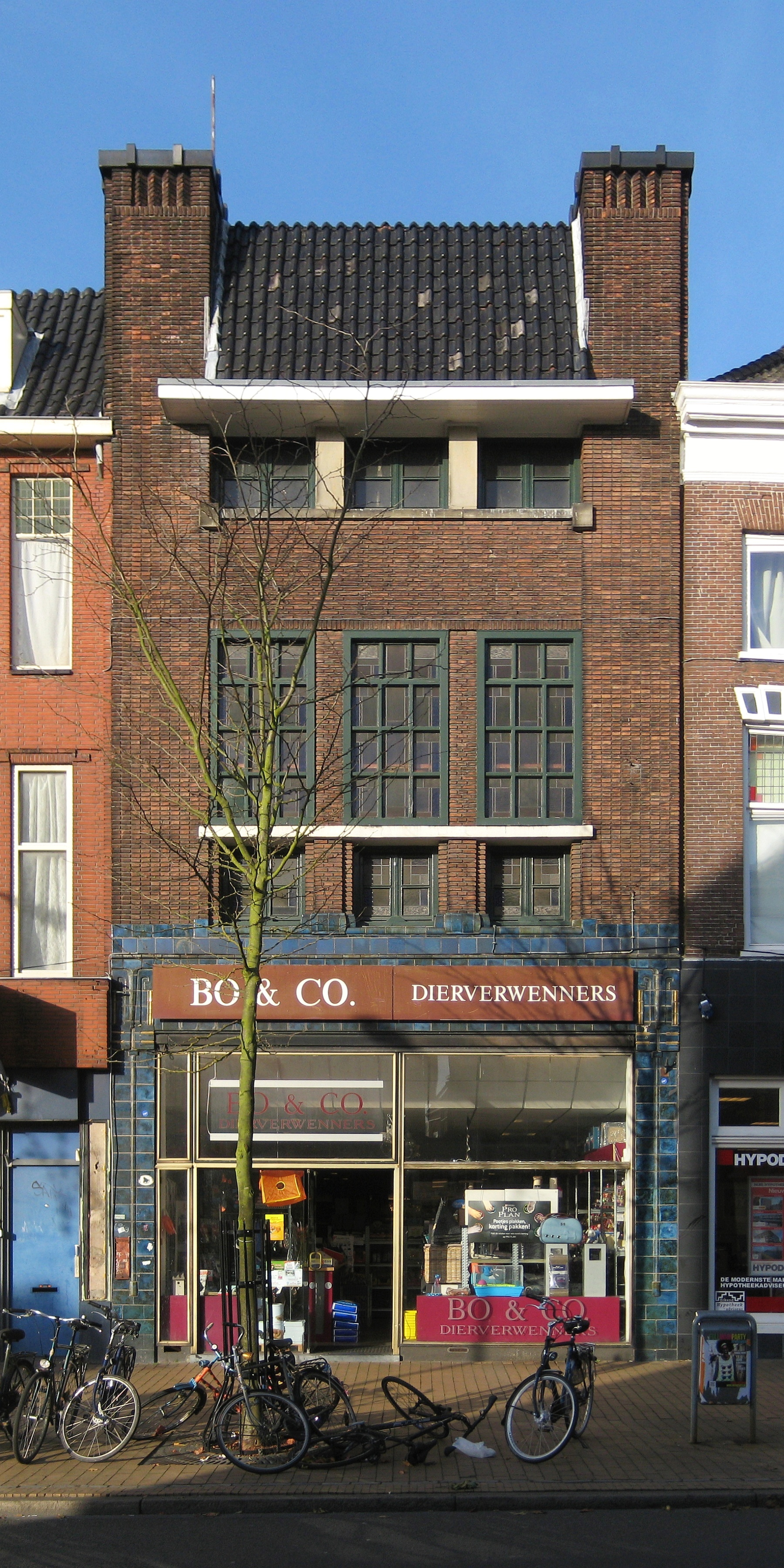
Het pand Astraat 19 in 2011

Het pand Astraat 19 in de Nederlandse stad Groningen is een winkel met bovenwoning in expressionistische stijl, dat is aangewezen als gemeentelijk monument.

## Beschrijving
Het winkelpand, dat iets ten westen van de Abrug aan de noordzijde van de Astraat staat, werd oorspronkelijk in 1883 gebouwd als herenhuis. In 1926 werd het verbouwd tot winkel met bovenwoning. Zijn huidige uiterlijk kreeg het pand in 1931, toen het opnieuw werd verbouwd, nu tot filiaal van de voormalige winkelketen De Gruyter. Het ontwerp van was van de hand van Teunis Wilschut (1905-1961), die ruim dertig jaar de "huisarchitect" van deze firma was.
Het is een diep pand met een rechthoekige grondvorm, dat twee bouwlagen en een zolderverdieping telt en dat wordt gedekt door een plat dak met een hoog voordakschild. De voorgevel is opgetrokken in donkerbruine baksteen en heeft hoog opgaande, in sierverband uitgevoerde zijmuren. De winkelpui is omlijst met de karakteristieke blauwe wandtegels die tot de huisstijl van de firma De Gruyter behoorden. In de bovenhoeken van de pui zijn in een abstracte vormgeving de letters D en G aangebracht. De bovenverdiepingen van het pand bevatten verdiepte en in blauw en geel glas in lood uitgevoerde vensters, die op de eerste verdieping zijn voorzien van hoge bovenlichten. De voorgevel wordt aan de bovenzijde afgesloten door een uitkragende houten bakgoot. De toppen van de zijmuren zijn voorzien van siermetselwerk en decoratieve randpannen.
Het winkelpand is verschillende keren verbouwd, waaronder in 1959, toen het achterste gedeelte werd uitgebreid ten behoeve van de plaatsing van een trappenhuis. Nadat De Gruyter in 1971 was overgenomen door de SHV, werd nog datzelfde jaar een filiaal van De Spar in het pand gevestigd. Daarbij werd onder meer de pui grondig veranderd, maar de omlijsting ervan werd intact gelaten. Sinds 1 oktober 2016 wordt een deel van het pand bewoond door studenten.
Het pand is aangewezen als gemeentelijk monument, onder meer vanwege "zijn uitzonderlijke formele kwaliteiten, nauw samenhangend met de vormgeving die het voormalige De Gruyter-concern bezigde voor haar filialen" en vanwege zijn "hoge zeldzaamheidswaarde in stylistische [sic] zin".